# Carlyle (Illinois)
Carlyle és una població dels Estats Units a l'estat d'Illinois. Segons el cens del 2000 tenia 3.406 habitants.

## Demografia
Segons el cens del 2000, Carlyle tenia 3.406 habitants, 1.370 habitatges, i 902 famílies. La densitat de població era de 439,8 habitants/km².
Dels 1.370 habitatges en un 29,4% hi vivien nens de menys de 18 anys, en un 49,7% hi vivien parelles casades, en un 11,8% dones solteres, i en un 34,1% no eren unitats familiars. En el 30,5% dels habitatges hi vivien persones soles el 16,3% de les quals corresponia a persones de 65 anys o més que vivien soles. El nombre mitjà de persones vivint en cada habitatge era de 2,38 i el nombre mitjà de persones que vivien en cada família era de 2,96.
Per edats la població es repartia de la següent manera: un 23,3% tenia menys de 18 anys, un 9,8% entre 18 i 24, un 24,4% entre 25 i 44, un 21,3% de 45 a 60 i un 21,3% 65 anys o més.
L'edat mediana era de 40 anys. Per cada 100 dones de 18 o més anys hi havia 84,3 homes.
La renda mediana per habitatge era de 36.660 $ i la renda mediana per família de 48.056 $. Els homes tenien una renda mediana de 35.977 $ mentre que les dones 22.463 $. La renda per capita de la població era de 18.744 $. Aproximadament el 5,4% de les famílies i el 6,7% de la població estaven per davall del llindar de pobresa.

## Poblacions més properes
El següent diagrama mostra les poblacions més properes.